# 德米特罗·扎瓦德斯基
德米特罗·扎瓦德斯基（烏克蘭語：Дмитрó Завáдський，1988年11月4日—），烏克蘭男子羽毛球運動員。

## 簡歷
2012年，德米特罗·扎瓦德斯基代表烏克蘭出戰倫敦舉行的奥林匹克运动会羽毛球比賽男子單打項目，在小組賽階段先以2比0戰勝馬爾代夫的穆罕默德·阿凡·拉希德，後以1比2負於德國的马克·茨维布勒，最終以一勝一負的小組次名成績出局。
2013年8月，扎瓦德斯基參加中國廣州舉行的世界羽毛球錦標賽，出戰男子單打項目，首圈以2-0擊敗芬蘭選手埃图·海诺晉級，但在第二圈就以0比2（6-21、13-21）不敵15號種子、馬來西亞的张维峰出局。
2014年8月，扎瓦德斯基參加丹麥哥本哈根舉行的世界羽毛球錦標賽，出戰男子單打項目，首圈就以0比2（6-21、13-21）負於俄羅斯的弗拉基米尔·马尔科夫出局。
2015年8月，扎瓦德斯基參加印尼雅加達舉行的世界羽毛球錦標賽，出戰男子單打項目，首圈就以0比2（18-21、17-21）不敵烏干達的埃德温·埃基林出局。

## 主要比賽成績
只列出曾進入準決賽的國際賽事成績：
| 年份   | 賽事                     | 公開賽級別 | 項目     | 搭檔                    | 成績   |
| ------ | ------------------------ | ---------- | -------- | ----------------------- | ------ |
| 2008年 | 哈爾科夫羽毛球國際賽     | 國際系列賽 | 男子單打 | －                      | 冠軍   |
| 2008年 | 哈爾科夫羽毛球國際賽     | 國際系列賽 | 男子雙打 | 维塔利·科诺夫           | 冠軍   |
| 2008年 | 哈爾科夫羽毛球國際賽     | 國際系列賽 | 混合雙打 | Mariya Diptan           | 冠軍   |
| 2008年 | 俄羅斯羽毛球大獎賽       | 大獎賽     | 男子雙打 | 维塔利·科诺夫           | 準決賽 |
| 2009年 | 白夜羽毛球賽             | 國際挑戰賽 | 男子單打 | －                      | 冠軍   |
| 2009年 | 白夜羽毛球賽             | 國際挑戰賽 | 混合雙打 | Mariya Diptan           | 準決賽 |
| 2009年 | 哈爾科夫羽毛球國際賽     | 國際系列賽 | 男子單打 | －                      | 冠軍   |
| 2009年 | 捷克羽毛球國際賽         | 國際挑戰賽 | 男子單打 | －                      | 亞軍   |
| 2010年 | 蘇格蘭羽毛球國際賽       | 國際挑戰賽 | 男子單打 | －                      | 準決賽 |
| 2011年 | 奧地利羽毛球國際挑戰賽   | 國際挑戰賽 | 男子單打 | －                      | 亞軍   |
| 2011年 | 波蘭羽毛球國際賽         | 國際挑戰賽 | 男子單打 | －                      | 準決賽 |
| 2011年 | 哈爾科夫羽毛球國際賽     | 國際挑戰賽 | 男子單打 | －                      | 亞軍   |
| 2012年 | 波蘭羽毛球國際賽         | 國際挑戰賽 | 男子單打 | －                      | 亞軍   |
| 2012年 | 白夜羽毛球賽             | 國際挑戰賽 | 男子單打 | －                      | 冠軍   |
| 2012年 | 哈爾科夫羽毛球國際賽     | 國際挑戰賽 | 男子單打 | －                      | 準決賽 |
| 2012年 | 土耳其羽毛球國際賽       | 國際系列賽 | 男子單打 | －                      | 冠軍   |
| 2013年 | 芬蘭羽毛球公開賽         | 國際挑戰賽 | 男子單打 | －                      | 亞軍   |
| 2013年 | 哈爾科夫羽毛球國際賽     | 國際挑戰賽 | 男子單打 | －                      | 冠軍   |
| 2013年 | 哈爾科夫羽毛球國際賽     | 國際挑戰賽 | 混合雙打 | 阿纳斯塔西娅·迪米特里辛 | 準決賽 |
| 2013年 | 荷蘭羽毛球大獎賽         | 大獎賽     | 男子單打 | －                      | 準決賽 |
| 2013年 | 荷蘭羽毛球大獎賽         | 大獎賽     | 混合雙打 | 阿纳斯塔西娅·迪米特里辛 | 準決賽 |
| 2014年 | 法國羽毛球國際賽         | 國際挑戰賽 | 男子單打 | －                      | 準決賽 |
| 2014年 | 哈爾科夫羽毛球國際賽     | 國際挑戰賽 | 男子單打 | －                      | 準決賽 |
| 2014年 | 哈爾科夫羽毛球國際賽     | 國際挑戰賽 | 男子雙打 | 维塔利·科诺夫           | 亞軍   |
| 2014年 | 蘇格蘭羽毛球大獎賽       | 大獎賽     | 男子單打 | －                      | 準決賽 |
| 2015年 | 奧爾良羽毛球國際挑戰賽   | 國際挑戰賽 | 男子單打 | －                      | 冠軍   |
| 2015年 | 斯洛文尼亞羽毛球國際賽   | 國際系列賽 | 男子單打 | －                      | 冠軍   |
| 2015年 | 愛爾蘭羽毛球公開賽       | 國際挑戰賽 | 男子單打 | －                      | 準決賽 |
| 2015年 | 土耳其梅爾辛羽毛球國際賽 | 國際挑戰賽 | 男子單打 | －                      | 準決賽 |
| 2018年 | 捷克羽毛球國際賽         | 國際系列賽 | 男子單打 | －                      | 準決賽 |
| 2018年 | 斯洛文尼亞羽毛球國際賽   | 國際系列賽 | 男子單打 | －                      | 準決賽 |

| 2007-2017年 | 首要超級賽 | 超級賽 | 黃金大獎賽 | 大獎賽 | 國際挑戰賽 | 國際系列賽 | 未來系列賽 | 其他 |

| 2018-2026年 | 總決賽 | 超級1000賽 | 超級750賽 | 超級500賽 | 超級300賽 | 超級100賽 | 國際挑戰賽 | 國際系列賽 | 未來系列賽 | 其他 |

### 奧運會和世錦賽參賽紀錄
|          | 搭檔          | 2009 | 2010 | 2011 | 2012       | 2013 | 2014 | 2015 |
| -------- | ------------- | ---- | ---- | ---- | ---------- | ---- | ---- | ---- |
| 男子單打 | －            | 64強 | 64強 | 32強 | 小組第二名 | 32強 | 64強 | 64強 |
|          |               |      |      |      |            |      |      |      |
| 男子雙打 | 维塔利·科诺夫 | 48強 | 32強 | 48強 | －         | －   | －   | －   |
|          |               |      |      |      |            |      |      |      |
| 混合雙打 | Mariya Diptan | －   | 32強 | －   | －         | －   | －   | －   |